# Paul Weller/Diskografie
Diese Diskografie ist eine Übersicht über die musikalischen Werke des britischen Sängers, Musikers und Komponisten Paul Weller. Den Schallplattenauszeichnungen zufolge hat er bisher mehr als 6,6 Millionen Tonträger verkauft, davon alleine in seiner Heimat über 5,6 Millionen. Seine erfolgreichste Veröffentlichung ist das Album Stanley Road mit über 1,2 Millionen verkauften Einheiten.

## Alben

### Studioalben
| Jahr | Titel Musiklabel                   | Höchstplatzierung, Gesamtwochen, AuszeichnungChartplatzierungen (Jahr, Titel, Musiklabel, Platzierungen, Wochen, Auszeichnungen, Anmerkungen) | Höchstplatzierung, Gesamtwochen, AuszeichnungChartplatzierungen (Jahr, Titel, Musiklabel, Platzierungen, Wochen, Auszeichnungen, Anmerkungen) | Höchstplatzierung, Gesamtwochen, AuszeichnungChartplatzierungen (Jahr, Titel, Musiklabel, Platzierungen, Wochen, Auszeichnungen, Anmerkungen) | Höchstplatzierung, Gesamtwochen, AuszeichnungChartplatzierungen (Jahr, Titel, Musiklabel, Platzierungen, Wochen, Auszeichnungen, Anmerkungen) | Höchstplatzierung, Gesamtwochen, AuszeichnungChartplatzierungen (Jahr, Titel, Musiklabel, Platzierungen, Wochen, Auszeichnungen, Anmerkungen) | Anmerkungen                                                              |
| Jahr | Titel Musiklabel                   | DE | AT | CH | UK | US | Anmerkungen                                                              |
| ---- | ---------------------------------- | --- | --- | --- | --- | --- | ------------------------------------------------------------------------ |
| 1992 | Paul Weller Go! Discs              | — | — | — | UK8 Gold · (7 Wo.)UK | — | Erstveröffentlichung: 31. August 1992 Verkäufe: + 100.000                |
| 1993 | Wild Wood Go! Discs                | — | — | — | UK2 Platin · (51 Wo.)UK | — | Erstveröffentlichung: 6. September 1993 Verkäufe: + 300.000              |
| 1995 | Stanley Road Go! Discs             | — | — | — | UK1 ×4Vierfachplatin · (87 Wo.)UK | — | Erstveröffentlichung: 5. Mai 1995 Verkäufe: + 1.200.000                  |
| 1997 | Heavy Soul Island Records          | — | — | — | UK2 Gold · (13 Wo.)UK | — | Erstveröffentlichung: 6. Juni 1997 Verkäufe: + 100.000                   |
| 2000 | Heliocentric Island Records        | DE90 (1 Wo.)DE | — | — | UK2 Gold · (8 Wo.)UK | — | Erstveröffentlichung: 10. April 2000 Verkäufe: + 100.000                 |
| 2002 | Illumination Independiente         | DE69 (2 Wo.)DE | — | — | UK1 Gold · (7 Wo.)UK | — | Erstveröffentlichung: 16. September 2002 Verkäufe: + 100.000             |
| 2004 | Studio 150 V2 Records              | DE35 (3 Wo.)DE | — | — | UK2 Gold · (13 Wo.)UK | — | Erstveröffentlichung: 13. September 2004 Verkäufe: + 100.000; Coveralbum |
| 2005 | As Is Now Yep Roc Records          | DE27 (2 Wo.)DE | AT66 (1 Wo.)AT | — | UK4 Gold · (9 Wo.)UK | — | Erstveröffentlichung: 10. Oktober 2005 Verkäufe: + 100.000               |
| 2008 | 22 Dreams Island Records           | DE30 (5 Wo.)DE | AT49 (4 Wo.)AT | — | UK1 Gold · (15 Wo.)UK | — | Erstveröffentlichung: 30. Mai 2008 Verkäufe: + 100.000                   |
| 2010 | Wake Up the Nation Island Records  | DE30 (2 Wo.)DE | AT80 (1 Wo.)AT | — | UK2 Gold · (13 Wo.)UK | — | Erstveröffentlichung: 16. April 2010 Verkäufe: + 100.000                 |
| 2012 | Sonik Kicks Yep Roc Records        | DE57 (1 Wo.)DE | AT74 (1 Wo.)AT | — | UK1 Silber · (7 Wo.)UK | US166 (1 Wo.)US | Erstveröffentlichung: 19. März 2012 Verkäufe: + 60.000                   |
| 2015 | Saturns Pattern Parlophone         | DE35 (1 Wo.)DE | AT58 (1 Wo.)AT | CH83 (1 Wo.)CH | UK2 (9 Wo.)UK | — | Erstveröffentlichung: 11. Mai 2015                                       |
| 2017 | A Kind Revolution Parlophone       | DE49 (1 Wo.)DE | AT45 (1 Wo.)AT | — | UK5 (6 Wo.)UK | — | Erstveröffentlichung: 12. Mai 2017                                       |
| 2018 | True Meanings Parlophone           | DE19 (1 Wo.)DE | AT28 (1 Wo.)AT | CH51 (1 Wo.)CH | UK2 Silber · (16 Wo.)UK | — | Erstveröffentlichung: 14. September 2018 Verkäufe: + 60.000              |
| 2020 | On Sunset Polydor Records          | DE11 (2 Wo.)DE | AT20 (2 Wo.)AT | CH15 (1 Wo.)CH | UK1 (4 Wo.)UK | — | Erstveröffentlichung: 3. Juli 2020                                       |
| 2021 | Fat Pop (Volume I) Polydor Records | DE8 (2 Wo.)DE | AT21 (1 Wo.)AT | CH69 (2 Wo.)CH | UK1 (6 Wo.)UK | — | Erstveröffentlichung: 14. Mai 2021                                       |
| 2024 | 66 Polydor Records                 | DE16 (1 Wo.)DE | AT12 (1 Wo.)AT | CH41 (1 Wo.)CH | UK4 (2 Wo.)UK | — | Erstveröffentlichung: 24. Mai 2024                                       |
| 2025 | Find El Dorado Polydor Records     | DE52 (1 Wo.)DE | AT35 (1 Wo.)AT | CH49 (1 Wo.)CH | UK5 (1 Wo.)UK | — | Erstveröffentlichung: 25. Juli 2025                                      |

### Livealben
| Jahr | Titel Musiklabel                                                            | Höchstplatzierung, Gesamtwochen, AuszeichnungChartplatzierungen (Jahr, Titel, Musiklabel, Platzierungen, Wochen, Auszeichnungen, Anmerkungen) | Höchstplatzierung, Gesamtwochen, AuszeichnungChartplatzierungen (Jahr, Titel, Musiklabel, Platzierungen, Wochen, Auszeichnungen, Anmerkungen) | Höchstplatzierung, Gesamtwochen, AuszeichnungChartplatzierungen (Jahr, Titel, Musiklabel, Platzierungen, Wochen, Auszeichnungen, Anmerkungen) | Höchstplatzierung, Gesamtwochen, AuszeichnungChartplatzierungen (Jahr, Titel, Musiklabel, Platzierungen, Wochen, Auszeichnungen, Anmerkungen) | Höchstplatzierung, Gesamtwochen, AuszeichnungChartplatzierungen (Jahr, Titel, Musiklabel, Platzierungen, Wochen, Auszeichnungen, Anmerkungen) | Anmerkungen                                                                        |
| Jahr | Titel Musiklabel                                                            | DE | AT | CH | UK | US | Anmerkungen                                                                        |
| ---- | --------------------------------------------------------------------------- | --- | --- | --- | --- | --- | ---------------------------------------------------------------------------------- |
| 1994 | Live Wood Go! Discs                                                         | — | — | — | UK13 Gold · (5 Wo.)UK | — | Erstveröffentlichung: 9. September 1994 Verkäufe: + 100.000                        |
| 2001 | Days of Speed Independiente                                                 | — | — | — | UK3 Platin · (16 Wo.)UK | — | Erstveröffentlichung: 8. Oktober 2001 Verkäufe: + 300.000                          |
| 2006 | Catch-Flame! Yep Roc                                                        | DE61 (1 Wo.)DE | AT73 (1 Wo.)AT | — | UK17 (2 Wo.)UK | — | Erstveröffentlichung: 25. Juli 2006                                                |
| 2010 | Live at the Royal Albert Hall/Find the Torch, Burn the Plans Island Records | — | — | — | UK72 (1 Wo.)UK | — | Erstveröffentlichung: 29. November 2010                                            |
| 2019 | Other Aspects – Live at the Royal Festival Hall Parlophone                  | DE36 (1 Wo.)DE | — | — | UK10 (2 Wo.)UK | — | Erstveröffentlichung: 8. März 2019                                                 |
| 2021 | An Orchestrated Songbook Polydor Records                                    | DE48 (1 Wo.)DE | — | — | UK4 (4 Wo.)UK | — | Erstveröffentlichung: 10. Dezember 2021 mit Jules Buckley & BBC Symphony Orchestra |

### Kompilationen
| Jahr | Titel Musiklabel                                               | Höchstplatzierung, Gesamtwochen, AuszeichnungChartplatzierungen (Jahr, Titel, Musiklabel, Platzierungen, Wochen, Auszeichnungen, Anmerkungen) | Höchstplatzierung, Gesamtwochen, AuszeichnungChartplatzierungen (Jahr, Titel, Musiklabel, Platzierungen, Wochen, Auszeichnungen, Anmerkungen) | Höchstplatzierung, Gesamtwochen, AuszeichnungChartplatzierungen (Jahr, Titel, Musiklabel, Platzierungen, Wochen, Auszeichnungen, Anmerkungen) | Höchstplatzierung, Gesamtwochen, AuszeichnungChartplatzierungen (Jahr, Titel, Musiklabel, Platzierungen, Wochen, Auszeichnungen, Anmerkungen) | Höchstplatzierung, Gesamtwochen, AuszeichnungChartplatzierungen (Jahr, Titel, Musiklabel, Platzierungen, Wochen, Auszeichnungen, Anmerkungen) | Anmerkungen                                                |
| Jahr | Titel Musiklabel                                               | DE | AT | CH | UK | US | Anmerkungen                                                |
| ---- | -------------------------------------------------------------- | --- | --- | --- | --- | --- | ---------------------------------------------------------- |
| 1998 | Modern Classics – The Greatest Hits Go! Discs                  | — | — | — | UK7 ×2Doppelplatin · (39 Wo.)UK | — | Erstveröffentlichung: 6. November 1998 Verkäufe: + 600.000 |
| 2003 | Fly on the Wall – B-Sides & Rarities Universal Music           | — | — | — | UK22 (3 Wo.)UK | — | Erstveröffentlichung: 25. August 2003                      |
| 2005 | Stanley Road – 10th Anniversary Deluxe Edition Yep Roc Records | — | — | — | UK51 Silber · (3 Wo.)UK | — | Erstveröffentlichung: 30. Mai 2005 Verkäufe: + 60.000      |
| 2006 | Hit Parade Island Records                                      | — | — | — | UK7 ×2Doppelplatin · (18 Wo.)UK | — | Erstveröffentlichung: 6. November 2006 Verkäufe: + 600.000 |
| 2008 | Weller at the BBC Universal Records                            | — | — | — | UK32 Silber · (2 Wo.)UK | — | Erstveröffentlichung: 3. November 2008 Verkäufe: + 60.000  |
| 2014 | More Modern Classics Virgin EMI Records                        | DE85 (1 Wo.)DE | — | — | UK6 (5 Wo.)UK | — | Erstveröffentlichung: 30. Mai 2014                         |
| 2022 | Will of the People Universal Music                             | DE83 (1 Wo.)DE | — | — | UK15 (1 Wo.)UK | — | Erstveröffentlichung: 28. Oktober 2022                     |

### EPs
| Jahr | Titel Musiklabel     | Höchstplatzierung, Gesamtwochen, AuszeichnungChartplatzierungen (Jahr, Titel, Musiklabel, Platzierungen, Wochen, Auszeichnungen, Anmerkungen) | Höchstplatzierung, Gesamtwochen, AuszeichnungChartplatzierungen (Jahr, Titel, Musiklabel, Platzierungen, Wochen, Auszeichnungen, Anmerkungen) | Höchstplatzierung, Gesamtwochen, AuszeichnungChartplatzierungen (Jahr, Titel, Musiklabel, Platzierungen, Wochen, Auszeichnungen, Anmerkungen) | Höchstplatzierung, Gesamtwochen, AuszeichnungChartplatzierungen (Jahr, Titel, Musiklabel, Platzierungen, Wochen, Auszeichnungen, Anmerkungen) | Höchstplatzierung, Gesamtwochen, AuszeichnungChartplatzierungen (Jahr, Titel, Musiklabel, Platzierungen, Wochen, Auszeichnungen, Anmerkungen) | Anmerkungen                            |
| Jahr | Titel Musiklabel     | DE | AT | CH | UK | US | Anmerkungen                            |
| ---- | -------------------- | --- | --- | --- | --- | --- | -------------------------------------- |
| 1993 | The Weaver Go! Discs | — | — | — | UK18 (3 Wo.)UK | — | Erstveröffentlichung: 1. November 1993 |

Weitere EPs
- 2006: The As Is Now EP
- 2012: When Your Garden’s Overgrown
- 2012: Dragonfly
- 2015: Saturns Peaks
- 2020: In Another Room

### Soundtracks
| Jahr | Titel Musiklabel                                  | Höchstplatzierung, Gesamtwochen, AuszeichnungChartplatzierungen (Jahr, Titel, Musiklabel, Platzierungen, Wochen, Auszeichnungen, Anmerkungen) | Höchstplatzierung, Gesamtwochen, AuszeichnungChartplatzierungen (Jahr, Titel, Musiklabel, Platzierungen, Wochen, Auszeichnungen, Anmerkungen) | Höchstplatzierung, Gesamtwochen, AuszeichnungChartplatzierungen (Jahr, Titel, Musiklabel, Platzierungen, Wochen, Auszeichnungen, Anmerkungen) | Höchstplatzierung, Gesamtwochen, AuszeichnungChartplatzierungen (Jahr, Titel, Musiklabel, Platzierungen, Wochen, Auszeichnungen, Anmerkungen) | Höchstplatzierung, Gesamtwochen, AuszeichnungChartplatzierungen (Jahr, Titel, Musiklabel, Platzierungen, Wochen, Auszeichnungen, Anmerkungen) | Anmerkungen                         |
| Jahr | Titel Musiklabel                                  | DE | AT | CH | UK | US | Anmerkungen                         |
| ---- | ------------------------------------------------- | --- | --- | --- | --- | --- | ----------------------------------- |
| 2017 | Jawbone: Original Motion Picture Score Parlophone | — | — | — | UK44 (1 Wo.)UK | — | Erstveröffentlichung: 10. März 2012 |

## Singles
| Jahr | Titel Album                                                  | Höchstplatzierung, Gesamtwochen, AuszeichnungChartplatzierungen (Jahr, Titel, Album, Platzierungen, Wochen, Auszeichnungen, Anmerkungen) | Höchstplatzierung, Gesamtwochen, AuszeichnungChartplatzierungen (Jahr, Titel, Album, Platzierungen, Wochen, Auszeichnungen, Anmerkungen) | Höchstplatzierung, Gesamtwochen, AuszeichnungChartplatzierungen (Jahr, Titel, Album, Platzierungen, Wochen, Auszeichnungen, Anmerkungen) | Höchstplatzierung, Gesamtwochen, AuszeichnungChartplatzierungen (Jahr, Titel, Album, Platzierungen, Wochen, Auszeichnungen, Anmerkungen) | Höchstplatzierung, Gesamtwochen, AuszeichnungChartplatzierungen (Jahr, Titel, Album, Platzierungen, Wochen, Auszeichnungen, Anmerkungen) | Anmerkungen                                              |
| Jahr | Titel Album                                                  | DE | AT | CH | UK | US | Anmerkungen                                              |
| ---- | ------------------------------------------------------------ | --- | --- | --- | --- | --- | -------------------------------------------------------- |
| 1991 | Into Tomorrow Paul Weller                                    | — | — | — | UK36 (3 Wo.)UK | — | Erstveröffentlichung: 1991                               |
| 1992 | Uh Huh Oh Yeh Paul Weller                                    | — | — | — | UK18 (5 Wo.)UK | — | Erstveröffentlichung: 15. August 1992                    |
| 1992 | Above the Clouds Paul Weller                                 | — | — | — | UK47 (2 Wo.)UK | — | Erstveröffentlichung: 10. Oktober 1992                   |
| 1993 | Sunflower Wild Wood                                          | — | — | — | UK16 (5 Wo.)UK | — | Erstveröffentlichung: 5. Juli 1993                       |
| 1993 | Wild Wood                                                    | — | — | — | UK14 Silber · (3 Wo.)UK | — | Erstveröffentlichung: 1993 Verkäufe: + 200.000           |
| 1994 | Hung Up –                                                    | — | — | — | UK11 (3 Wo.)UK | — | Erstveröffentlichung: 28. März 1994                      |
| 1994 | Out of the Sinking Stanley Road                              | — | — | — | UK16 (5 Wo.)UK | — | Erstveröffentlichung: 1994                               |
| 1995 | The Changingman Stanley Road                                 | — | — | — | UK7 Silber · (4 Wo.)UK | — | Erstveröffentlichung: April 1995 Verkäufe: + 200.000     |
| 1995 | You Do Something to Me Stanley Road                          | — | — | — | UK9 Platin · (6 Wo.)UK | — | Erstveröffentlichung: 7. Juli 1995 Verkäufe: + 600.000   |
| 1995 | Broken Stones Stanley Road                                   | — | — | — | UK20 Gold · (4 Wo.)UK | — | Erstveröffentlichung: September 1995 Verkäufe: + 400.000 |
| 1996 | Peacock Suit Heavy Soul                                      | — | — | — | UK5 (5 Wo.)UK | — | Erstveröffentlichung: 5. August 1996                     |
| 1997 | Brushed Heavy Soul                                           | — | — | — | UK14 (3 Wo.)UK | — | Erstveröffentlichung: 1997                               |
| 1997 | Friday Street Heavy Soul                                     | — | — | — | UK21 (2 Wo.)UK | — | Erstveröffentlichung: 1997                               |
| 1997 | Mermaids Heavy Soul                                          | — | — | — | UK30 (2 Wo.)UK | — | Erstveröffentlichung: 1997                               |
| 1998 | Brand New Start –                                            | — | — | — | UK16 (3 Wo.)UK | — | Erstveröffentlichung: 1998                               |
| 1999 | Wild Wood                                                    | — | — | — | UK22 (3 Wo.)UK | — | Erstveröffentlichung: 11. Januar 1999                    |
| 2000 | Sweet Pea, My Sweet Pea Helioscentric                        | — | — | — | UK44 (1 Wo.)UK | — | Erstveröffentlichung: 2000                               |
| 2002 | It’s Written in the Stars Illumination                       | — | — | — | UK7 (3 Wo.)UK | — | Erstveröffentlichung: 2002                               |
| 2002 | Leafy Mysteries Illumination                                 | — | — | — | UK23 (2 Wo.)UK | — | Erstveröffentlichung: 2002                               |
| 2004 | The Bottle Studio 150                                        | — | — | — | UK13 (3 Wo.)UK | — | Erstveröffentlichung: 2004                               |
| 2004 | Wishing on a Star Studio 150                                 | — | — | — | UK11 (5 Wo.)UK | — | Erstveröffentlichung: 30. August 2004                    |
| 2004 | Thinking of You Studio 150                                   | — | — | — | UK18 (3 Wo.)UK | — | Erstveröffentlichung: 2004                               |
| 2005 | Early Morning Rain Studio 150                                | — | — | — | UK40 (1 Wo.)UK | — | Erstveröffentlichung: 2005                               |
| 2005 | From the Floorboards Up As Is Now                            | — | — | — | UK6 (4 Wo.)UK | — | Erstveröffentlichung: 18. Juli 2005                      |
| 2005 | Come On / Let’s Go As Is Now                                 | — | — | — | UK15 (2 Wo.)UK | — | Erstveröffentlichung: 26. September 2005                 |
| 2005 | Here’s the Good News As Is Now                               | — | — | — | UK21 (2 Wo.)UK | — | Erstveröffentlichung: 5. Dezember 2005                   |
| 2006 | Wild Blue Yonder –                                           | — | — | — | UK22 (2 Wo.)UK | — | Erstveröffentlichung: 2006                               |
| 2007 | This Old Town –                                              | — | — | — | UK39 (2 Wo.)UK | — | Erstveröffentlichung: 2007 mit Graham Coxon              |
| 2007 | Are You Trying to Be Lonely –                                | — | — | — | UK31 (1 Wo.)UK | — | Erstveröffentlichung: 2007 mit Andy Lewis                |
| 2008 | Have You Made Up Your Mind / Echoes Around the Sun 22 Dreams | — | — | — | UK19 (2 Wo.)UK | — | Erstveröffentlichung: 2008                               |
| 2008 | All I Wanna Do / Push It Along 22 Dreams                     | — | — | — | UK28 (1 Wo.)UK | — | Erstveröffentlichung: 18. August 2008                    |
| 2008 | Sea Spray / 22 Dreams 22 Dreams                              | — | — | — | UK59 (1 Wo.)UK | — | Erstveröffentlichung: 3. November 2008                   |
| 2010 | Wake Up the Nation / No Tears to Cry Wake Up the Nation      | — | — | — | UK26 (2 Wo.)UK | — | Erstveröffentlichung: 8. März 2010                       |
| 2010 | Find the Torch, Burn the Plans Wake Up the Nation            | — | — | — | UK68 (1 Wo.)UK | — | Erstveröffentlichung: Juni 2010                          |
| 2012 | That Dangerous Age Sonik Kicks                               | — | — | — | UK66 (1 Wo.)UK | — | Erstveröffentlichung: 5. März 2012                       |
| 2012 | Birthday –                                                   | — | — | — | UK64 (1 Wo.)UK | — | Erstveröffentlichung: 18. Juni 2012                      |

Weitere Singles
- 2000: He’s the Keeper
- 2009: 7&3 Is the Striker’s Name
- 2010: Fast Car / Slow Traffic
- 2011: Starlite
- 2011: Around the Lake
- 2012: The Attic
- 2013: Flame-Out! / The Olde Original
- 2014: Brand New Toy
- 2015: White Sky
- 2015: Saturns Pattern
- 2017: Long Long Road
- 2017: Nova
- 2018: Aspects
- 2018: Movin' On
- 2020: Earth Beat
- 2020: Village
- 2021: Cosmic Fringes
- 2021: Glad Times
- 2024: Soul Wandering

## Videoalben
| Jahr | Titel                         | Höchstplatzierung, Gesamtwochen, AuszeichnungChartplatzierungen (Jahr, Titel, Platzierungen, Wochen, Auszeichnungen, Anmerkungen) | Höchstplatzierung, Gesamtwochen, AuszeichnungChartplatzierungen (Jahr, Titel, Platzierungen, Wochen, Auszeichnungen, Anmerkungen) | Höchstplatzierung, Gesamtwochen, AuszeichnungChartplatzierungen (Jahr, Titel, Platzierungen, Wochen, Auszeichnungen, Anmerkungen) | Höchstplatzierung, Gesamtwochen, AuszeichnungChartplatzierungen (Jahr, Titel, Platzierungen, Wochen, Auszeichnungen, Anmerkungen) | Höchstplatzierung, Gesamtwochen, AuszeichnungChartplatzierungen (Jahr, Titel, Platzierungen, Wochen, Auszeichnungen, Anmerkungen) | Anmerkungen                |
| Jahr | Titel                         | DE | AT | CH | UK | US | Anmerkungen                |
| ---- | ----------------------------- | --- | --- | --- | --- | --- | -------------------------- |
| 1994 | Paul Weller Live Wood         | — | — | — | UK3 (8 Wo.)UK | — | Erstveröffentlichung: 1994 |
| 2000 | Live at the Royal Albert Hall | — | — | — | UK6 Gold · (9 Wo.)UK | — | Erstveröffentlichung: 2000 |
| 2002 | Two Classic Performances      | — | — | — | UK18 Gold · (20 Wo.)UK | — | Erstveröffentlichung: 2002 |
| 2003 | Live at Braehead              | — | — | — | UK3 (11 Wo.)UK | — | Erstveröffentlichung: 2003 |
| 2004 | Studio 150                    | — | — | — | UK5 Gold · (22 Wo.)UK | — | Erstveröffentlichung: 2004 |
| 2004 | Modern Classics on Film 90–01 | — | — | — | UK6 Gold · (24 Wo.)UK | — | Erstveröffentlichung: 2004 |
| 2006 | As Is Now!                    | — | — | — | UK2 (5 Wo.)UK | — | Erstveröffentlichung: 2006 |

Weitere Videoalben
- 2006: Hit Parade
- 2008: At the BBC
- 2010: Find the Torch, Burn the Plans (live in der Royal Albert Hall)

## Statistik

### Chartauswertung
|                     | DE     | AT     | CH    | UK     | US    |
| ------------------- | ------ | ------ | ----- | ------ | ----- |
| Nummer-eins-Alben   | DE—DE  | AT—AT  | CH—CH | UK6UK  | US—US |
| Top-10-Alben        | DE1DE  | AT—AT  | CH—CH | UK24UK | US—US |
| Alben in den Charts | DE19DE | AT12AT | CH6CH | UK33UK | US1US |

|                       | DE    | AT    | CH    | UK     | US    |
| --------------------- | ----- | ----- | ----- | ------ | ----- |
| Nummer-eins-Singles   | DE—DE | AT—AT | CH—CH | UK—UK  | US—US |
| Top-10-Singles        | DE—DE | AT—AT | CH—CH | UK5UK  | US—US |
| Singles in den Charts | DE—DE | AT—AT | CH—CH | UK36UK | US—US |

|                          | DE    | AT    | CH    | UK    | US    |
| ------------------------ | ----- | ----- | ----- | ----- | ----- |
| Nummer-eins-Videoalben   | DE—DE | AT—AT | CH—CH | UK6UK | US—US |
| Top-10-Videoalben        | DE—DE | AT—AT | CH—CH | UK6UK | US—US |
| Videoalben in den Charts | DE—DE | AT—AT | CH—CH | UK7UK | US—US |

### Auszeichnungen für Musikverkäufe
| Platin-Schallplatte - Europa - 1996: für das Album Stanley Road |

Anmerkung: Auszeichnungen in Ländern aus den Charttabellen bzw. Chartboxen sind in ebendiesen zu finden.
| Land/RegionAuszeichnungen für Musikverkäufe (Land/Region, Auszeichnungen, Verkäufe, Quellen) | Silber     | Gold       | Platin       | Verkäufe    | Quellen   |
| -------------------------------------------------------------------------------------------- | ---------- | ---------- | ------------ | ----------- | --------- |
| Europa (IFPI)                                                                                | —          | —          | Platin1      | (1.000.000) | ifpi.org  |
| Vereinigtes Königreich (BPI)                                                                 | 6× Silber6 | 14× Gold14 | 11× Platin11 | 5.440.000   | bpi.co.uk |
| Insgesamt                                                                                    | 6× Silber6 | 14× Gold14 | 12× Platin12 |             |           |